# Championnat du Malawi de football 2015
Navigation
Saison précédente Saison suivante
La saison 2015 du Championnat du Malawi de football est la trentième édition de la Super League, le championnat de première division malawite. Elle se déroule sous la forme d’une poule unique avec quinze formations, qui s’affrontent à deux reprises. En fin de saison, les trois derniers du classement sont relégués et remplacés par les trois meilleurs clubs de deuxième division malawite.
C'est le tenant du titre, le club du FC Bullets qui remporte à nouveau le championnat cette saison, après avoir terminé en tête du classement final, avec seize points d'avance sur MAFCO FC et dix-huit sur Blue Eagles FC. C'est le douzième titre de champion du Malawi de l'histoire du club.

## Les clubs participants
- FC Bullets
- Moyale Barracks FC
- Blue Eagles FC
- CIVO United
- Silver Strikers
- Red Lions Zomba
- MAFCO FC
- ADMARC Tigers
- MTL Wanderers
- Kamuzu Barracks FC
- EPAC United
- Airborne Rangers
- FISD Wizards[1] - Promu de D2
- Dedza Young Soccer - Promu de D2
- Mzuzu University FC - Promu de D2

## Compétition

### Classement
| Rang | Équipe               | Pts | J  | G  | N  | P  | Bp | Bc | Diff |
| ---- | -------------------- | --- | -- | -- | -- | -- | -- | -- | ---- |
| 1    | FC BulletsT          | 66  | 28 | 20 | 6  | 2  | 52 | 24 | +28  |
| 2    | MAFCO FC             | 50  | 28 | 15 | 5  | 8  | 42 | 29 | +13  |
| 3    | Blue Eagles FC       | 48  | 28 | 13 | 9  | 6  | 45 | 29 | +16  |
| 4    | MTL WanderersC       | 45  | 28 | 12 | 9  | 7  | 36 | 29 | +7   |
| 5    | Silver Strikers      | 44  | 28 | 12 | 8  | 8  | 37 | 26 | +11  |
| 6    | ADMARC Tigers        | 42  | 28 | 11 | 9  | 8  | 33 | 28 | +5   |
| 7    | Red Lions Zomba      | 41  | 28 | 11 | 8  | 9  | 42 | 39 | +3   |
| 8    | Kamuzu Barracks FC   | 36  | 28 | 9  | 9  | 10 | 27 | 27 | 0    |
| 9    | Moyale Barracks FC   | 34  | 28 | 8  | 10 | 10 | 28 | 27 | +1   |
| 10   | CIVO United          | 34  | 28 | 9  | 7  | 12 | 25 | 29 | -4   |
| 11   | EPAC United          | 30  | 28 | 8  | 6  | 14 | 31 | 47 | -16  |
| 12   | Mzuzu University FCP | 29  | 28 | 8  | 5  | 15 | 22 | 35 | -13  |
| 13   | Dedza Young SoccerP  | 29  | 28 | 8  | 5  | 15 | 28 | 48 | -20  |
| 14   | Airborne RangersP    | 25  | 28 | 6  | 7  | 15 | 21 | 37 | -16  |
| 15   | FISD Wizards         | 21  | 28 | 4  | 9  | 15 | 25 | 40 | -15  |

|  | Qualification pour la Ligue des champions de la CAF 2016                          |
|  | Participation au barrage de relégation                                            |
|  | T : Tenant du titre C : Vainqueur de la Coupe du Malawi P : Club promu de Ligue 2 |

### Matchs

#### Barrage de relégation
À l'origine, les trois derniers du classement devaient être relégués en deuxième division et remplacés par trois équipes de D2. En novembre 2015, la fédération décide d'élargir le championnat à 16 équipes et de repêcher une des formations initialement reléguées. Les trois clubs s'affrontent donc au sein d'une poule, dont le meilleur se maintient en première division. Les matchs ont lieu en mars 2016, un mois avant la reprise du championnat. 
Dedza Young Soccer, 13e du classement, fait appel de cette décision et refuse de s'engager dans les barrages. Il déclare donc forfait pour les deux rencontres qu'il doit disputer et est automatiquement relégué en deuxième division.
| Rang | Équipe             | Pts     | J       | G       | N       | P       | Bp      | Bc      | Diff    |  | Résultats (▼ dom., ► ext.) | Wiz | Air |
| ---- | ------------------ | ------- | ------- | ------- | ------- | ------- | ------- | ------- | ------- |  | -------------------------- | --- | --- |
| 1    | FISD Wizards       | 3       | 1       | 1       | 0       | 0       | 2       | 1       | +1      |  | FISD Wizards               |     | 2-1 |
| 2    | Airborne Rangers   | 0       | 1       | 0       | 0       | 1       | 1       | 2       | -1      |  | Airborne Rangers           |     |     |
| 3    | Dedza Young Soccer | Forfait | Forfait | Forfait | Forfait | Forfait | Forfait | Forfait | Forfait |  |                            |     |     |

- FISD Wizards se maintient en première division.

## Bilan de la saison
| Championnat du Malawi de football 2015                             |                        |
| Champion                                                           | FC Bullets (12e titre) |
| Coupes et trophées                                                 |                        |
| Vainqueur de la Coupe du Malawi 2015                               | MTL Wanderers          |
| Qualifications continentales                                       |                        |
| Ligue des champions de la CAF 2016                                 | FC Bullets             |
| Coupe de la confédération 2016                                     | Aucun                  |
| Promotions et relégations                                          |                        |
| Promus en Super League                                             | Dwangwa United         |
| Promus en Super League                                             | Max Bullets FC         |
| Promus en Super League                                             | Chilumba Barracks FC   |
| Relégués en Championnat du Malawi de football de deuxième division | Dedza Young Soccer     |
| Relégués en Championnat du Malawi de football de deuxième division | Airborne Rangers       |